# Gando (peuple)
Pour les articles homonymes, voir Gando.
Mot utilisé dans l'aire culturelle bariba et boo, dans le Nord du Bénin, pour désigner une communauté d'hommes et de femmes parlant le peulh mais ne présentant pas les traits caractéristiques physiques ordinaires d'un peulh. 
Cette communauté existe aussi dans d'autres contrées africaines et est connue avec d'autres noms. Ainsi, dans l'aire culturelle haoussa (dans les États fédérés de Borno ou de Gombé au Nigéria par exemple), la communauté Gando est souvent désignée par le mot ''halpular''. Au Sénégal, cette communauté est désignée par les mots ''toucouleur'' et ''halpular''. Au Burkina Faso, la même communauté est désignée par le mot ''rimaïbé''. Au Cameroun, en Guinée Conakry, en Guinée Bissau, au Mali, au Niger, en Mauritanie et dans beaucoup d'autres contrées africaines, cette même communauté existe et est désignée par des noms qui varient suivant les régions.
 La communauté ''gando'' est une communauté hétérogène constituée de plusieurs lignées familiales dont bon nombre ont leurs origines nettement au-delà de l'aire géographique culturelle bariba et boo. Le narratif qui consiste à dire que la communauté gando est uniquement issue des baribas et boos est un narratif qui n'est pas exact. Dans plusieurs communes du Borgou au Bénin, notamment dans les communes de Nikki et Kalalé, certaines lignées familiales Gando ont leurs origines en milieux haoussa, notamment les zones de Sokoto et Kebbi au Nigéria. D'autres lignées familiales Gando ont aussi leurs origines au Burkina Faso, au Niger et au Mali. Des exemples existent à travers le Bénin, notamment dans le village gando appelé Djêga, dans la commune de Kalalé.
Certains Gandos sont effectivement issus des baribas et boos. En effet, dans les traditions bariba et boo, un enfant dont la dentition commence par la mâchoire supérieure était perçu comme un porteur de grands malheurs, comme un enfant sorcier et devait être rejeté hors de la société. Lorsque les baribas et boos rejetaient de tels enfants, les peulhs les récupéraient, les élevaient puis en faisaient leurs esclaves. Ces enfants ayant grandi en milieux peulhs s'expriment donc aisément en peulh mais ne présentent pas de trait caractéristique physique d'un peulh. Ils constituent un sous-ensemble de la communauté Gando. Les autres sous-ensembles de cette communauté ont une histoire différente et sont parfois issus de brassages entre peulhs et haoussa, entre peulhs et bantous, ou encore entre peulhs et wolof, etc.
L'un des sous-ensembles de la communauté Gando est donc constituée de descendants d'esclaves peulhs. Minoritaires, ils ont néanmoins réussi à gravir les échelons dans la société et on trouve parmi eux les premiers intellectuels du nord-Bénin. À cause de ce sous-ensemble de la communauté Gando, le terme gando est parfois péjoratif[1]. 

### Filmographie
- Les esclaves d’hier. Démocratie et ethnicité au Bénin, film documentaire réalisé par Camilla Strandsbjerg et Eric Komlavi Hahonou, SPORMEDIA, 2011, bande-annonce en ligne .